# Goudbaartje
Een goudbaartje is een betaalmiddel dat gedurende de Merovingische periode gebruikt werd. Het bestaat uit een klein opgerold goudstaafje van enkele grammen.
In Nederland is in 2008 op de Utrechtse Heuvelrug één goudbaartje van 20 gram uit de zesde eeuw gevonden. Uit Noorwegen zijn uit dezelfde perioden meerdere exemplaren bekend. Het Utrechtse exemplaar is opgenomen in de collectie van Rijksmuseum van Oudheden in Leiden.
Door de kredietcrisis zoeken velen hun toevlucht in goudbaartjes, aangezien goud een waardevast materiaal is dat meer zekerheid biedt.